# 바사노인테베리나
바사노인테베리나(이탈리아어: Bassano in Teverina)는 이탈리아 라치오주 비테르보도에 위치한 코무네다. 로마로부터 북쪽 60km, 비테르보로부터 북동쪽 20km 거리에 있다.